# Ségny
Ne doit pas être confondu avec Seigny.
Ségny ou Segny est une commune française, située dans le département de l'Ain en région Auvergne-Rhône-Alpes. La graphie Ségny est utilisée par l'État et ses services, tandis que la graphie Segny est utilisée par les collectivités territoriales, commune, département et région.

## Géographie
La commune de Ségny se situe sur la RD 1005 (ancienne RN 5, dite Route Blanche) à peu près à mi-chemin de Gex et de Ferney-Voltaire, au milieu de la plaine qui s'étend du pied des Monts Jura à la frontière genevoise. Son territoire est exigu, guère plus de 3 km2, soit un rectangle d'environ 1,5 km par 2 km et descend en pente douce en direction du lac Léman. Le seul relief visible se trouve à l'extrémité ouest qui vient toucher le coteau des Suraz, montant sur Chevry. Au pied de cet escarpement, les rivières qui traversent le territoire sont la rivière la Varfeuille, toujours alimentée, et le torrent du Journans, dont le lit est sec en été jusqu'à sa jonction avec cette rivière.

### Climat
Pour des articles plus généraux, voir Climat d'Auvergne-Rhône-Alpes et Climat de l'Ain.
En 2010, le climat de la commune est de type climat de montagne, selon une étude du CNRS s'appuyant sur une série de données couvrant la période 1971-2000. En 2020, Météo-France publie une typologie des climats de la France métropolitaine dans laquelle la commune est exposée à un climat de montagne ou de marges de montagne et est dans la région climatique Jura, caractérisée par une forte pluviométrie en toutes saisons (1 000 à 1 500 mm/an), des hivers rigoureux et un ensoleillement médiocre.
Pour la période 1971-2000, la température annuelle moyenne est de 9,4 °C, avec une amplitude thermique annuelle de 17,7 °C. Le cumul annuel moyen de précipitations est de 1 291 mm, avec 11,4 jours de précipitations en janvier et 9,1 jours en juillet. Pour la période 1991-2020, la température moyenne annuelle observée sur la station météorologique de Météo-France la plus proche, sur la commune de Cessy à 2 km à vol d'oiseau, est de 10,9 °C et le cumul annuel moyen de précipitations est de 1 063,2 mm,. Pour l'avenir, les paramètres climatiques de la commune estimés pour 2050 selon différents scénarios d'émission de gaz à effet de serre sont consultables sur un site dédié publié par Météo-France en novembre 2022.
| Mois                                  | jan.           | fév.           | mars          | avril         | mai           | juin          | jui.          | août          | sep.          | oct.          | nov.          | déc.           | année      |
| ------------------------------------- | -------------- | -------------- | ------------- | ------------- | ------------- | ------------- | ------------- | ------------- | ------------- | ------------- | ------------- | -------------- | ---------- |
| Température minimale moyenne (°C)     | −1,2           | −1,4           | 1,7           | 5,3           | 8,9           | 12,9          | 14,3          | 13,9          | 10,8          | 7,4           | 2,9           | −0,5           | 6,3        |
| Température moyenne (°C)              | 1,8            | 2,5            | 6,4           | 10,8          | 14,3          | 18,7          | 20,5          | 19,9          | 16,1          | 11,5          | 6,3           | 2,4            | 10,9       |
| Température maximale moyenne (°C)     | 4,9            | 6,3            | 11,2          | 16,2          | 19,6          | 24,6          | 26,7          | 25,9          | 21,5          | 15,7          | 9,6           | 5,4            | 15,6       |
| Record de froid (°C) date du record   | −13,9 30.01.05 | −16,3 01.02.03 | −11 01.03.05  | −6 08.04.03   | −0,4 06.05.19 | 2,6 01.06.06  | 6,7 25.07.11  | 6,3 26.08.18  | 1,6 25.09.02  | −3,4 26.10.03 | −10 27.11.05  | −14,7 20.12.09 | −16,3 2003 |
| Record de chaleur (°C) date du record | 15,9 01.01.23  | 19,5 23.02.20  | 22,4 16.03.12 | 26,5 22.04.18 | 32,8 24.05.09 | 35,5 25.06.03 | 37,6 07.07.15 | 38,5 24.08.23 | 31,2 11.09.23 | 27 09.10.23   | 21,4 02.11.20 | 16 18.12.19    | 38,5 2023  |
| Précipitations (mm)                   | 106            | 75,8           | 77,9          | 66,7          | 87            | 85,4          | 81,1          | 86,5          | 63            | 101,6         | 110,1         | 122,1          | 1 063,2    |

## Urbanisme

### Typologie
Au 1er janvier 2024, Ségny est catégorisée ceinture urbaine, selon la nouvelle grille communale de densité à 7 niveaux définie par l'Insee en 2022.
Elle appartient à l'unité urbaine de Gex, une agglomération intra-départementale dont elle est une commune de la banlieue,. Par ailleurs la commune fait partie de l'aire d'attraction de Genève - Annemasse (partie française), dont elle est une commune de la couronne,. Cette aire, qui regroupe 158 communes, est catégorisée dans les aires de 700 000 habitants ou plus (hors Paris),.

### Occupation des sols
L'occupation des sols de la commune, telle qu'elle ressort de la base de données européenne d’occupation biophysique des sols Corine Land Cover (CLC), est marquée par l'importance des territoires agricoles (58,4 % en 2018), en diminution par rapport à 1990 (63,1 %). La répartition détaillée en 2018 est la suivante : 
terres arables (39,9 %), zones urbanisées (29,3 %), zones agricoles hétérogènes (18,5 %), forêts (10,9 %), zones industrielles ou commerciales et réseaux de communication (1,4 %).
L'évolution de l’occupation des sols de la commune et de ses infrastructures peut être observée sur les différentes représentations cartographiques du territoire : la carte de Cassini (XVIIIe siècle), la carte d'état-major (1820-1866) et les cartes ou photos aériennes de l'IGN pour la période actuelle (1950 à aujourd'hui).

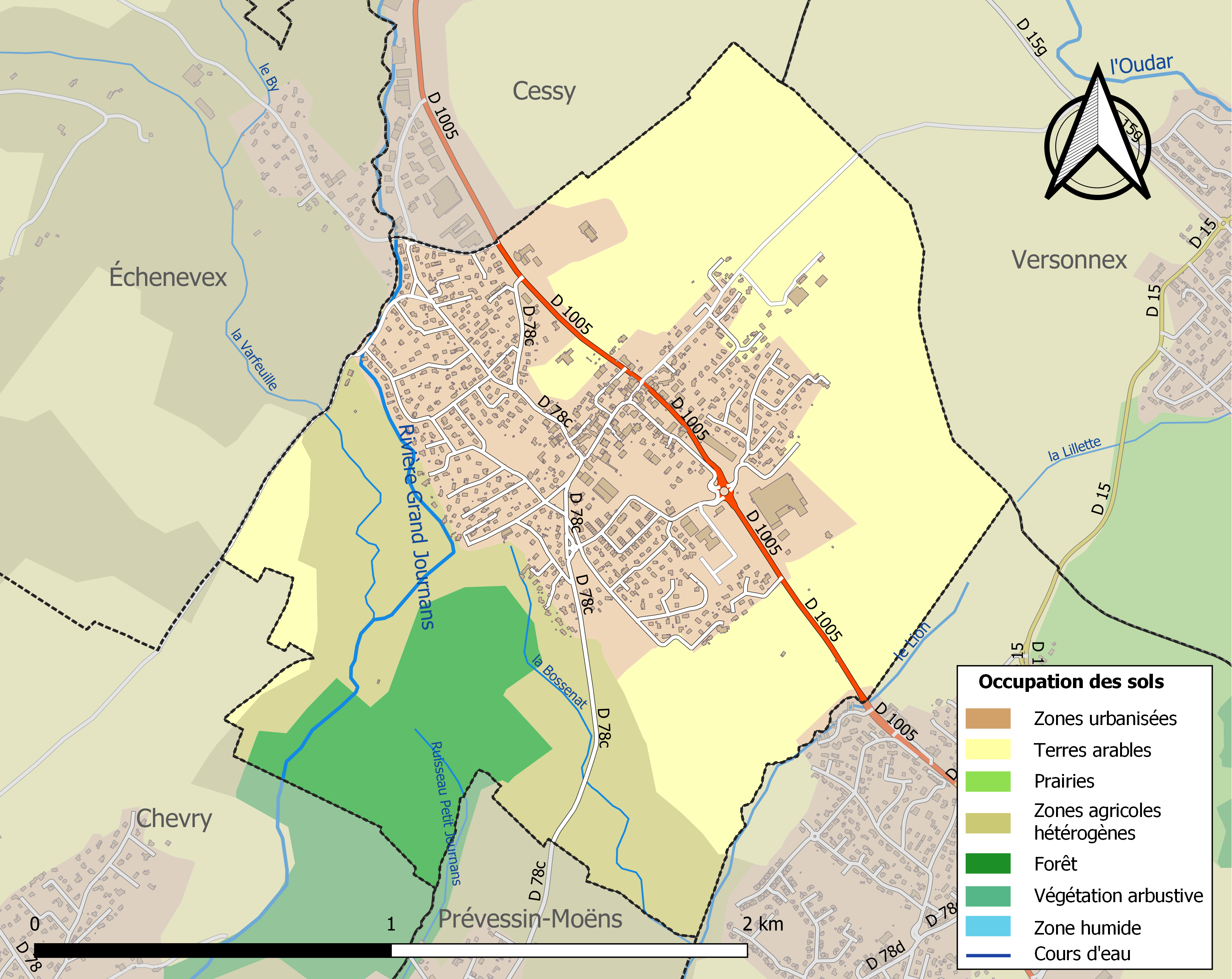
Carte des infrastructures et de l'occupation des sols de la commune en 2018 (CLC).

## Histoire
Au Moyen Âge, le village de Segny appartient en propre aux sires de Gex et est rattaché à la paroisse de Chevry. La construction d'une chapelle, annexe de l'église de Chevry, est autorisée par le pape Félix V le 26 juin 1442. En 1536, les Bernois devenus maîtres du pays de Gex transforment la chapelle en temple protestant. En 1612, grâce à l'édit de Nantes promulgué quatorze ans plus tôt, elle est rendue au culte catholique. Les fidèles protestants qui représentent la moitié de la population du village vont au culte au temple de Cessy avant de construire en 1650 leur propre temple à Segny
. Celui-ci est détruit le 29 août 1662 sur ordre de Louis XIV qui a décidé d'appliquer plus strictement d'édit de Nantes.
En 1763, la communauté de Segny est la plus pauvre du Pays de Gex, avec 36 livres de revenu annuel contre par exemple 371 livres pour Chevry ou 653 pour Divonne. La chapelle catholique subit des dommages irrémédiables au cours de la Révolution française, si bien qu'elle est transformée en fruitière au début du XIXe siècle, et qu'en 1806, l'évêque de Chambéry rattache Segny à la paroisse de Cessy.

## Héraldique
| Blason de Segny | Blason  | Parti : au 1er d’argent à la croix pattée de gueules, au 2e d’azur à deux bars adossés d’argent et surmontés d’une fleur de lis d’or. |
| Blason de Segny | Détails | Le statut officiel du blason reste à déterminer.                                                                                      |

## Politique et administration

### Découpage territorial
La commune de Ségny est membre de l'intercommunalité Pays de Gex Agglo, un établissement public de coopération intercommunale (EPCI) à fiscalité propre créé le 31 mai 1995 dont le siège est à Gex. Ce dernier est par ailleurs membre d'autres groupements intercommunaux.
Sur le plan administratif, elle est rattachée à l'arrondissement de Gex, au département de l'Ain et à la région Auvergne-Rhône-Alpes. Sur le plan électoral, elle dépend du  canton de Thoiry pour l'élection des conseillers départementaux, depuis le redécoupage cantonal de 2014 entré en vigueur en 2015, et de la troisième circonscription de l'Ain  pour les élections législatives, depuis le dernier découpage électoral de 2010.

## Démographie
L'évolution du nombre d'habitants est connue à travers les recensements de la population effectués dans la commune depuis 1793. Pour les communes de moins de 10 000 habitants, une enquête de recensement portant sur toute la population est réalisée tous les cinq ans, les populations de référence des années intermédiaires étant quant à elles estimées par interpolation ou extrapolation. Pour la commune, le premier recensement exhaustif entrant dans le cadre du nouveau dispositif a été réalisé en 2007.

En 2022, la commune comptait 2 676 habitants, en évolution de +32,74 % par rapport à 2016 (Ain : +5,15 %, France hors Mayotte : +2,11 %).
| 1793 | 1800 | 1806 | 1821 | 1831 | 1836 | 1841 | 1846 | 1851 |
| ---- | ---- | ---- | ---- | ---- | ---- | ---- | ---- | ---- |
| 221  | 432  | 261  | 253  | 311  | 328  | 316  | 280  | 282  |

| 1856 | 1861 | 1866 | 1872 | 1876 | 1881 | 1886 | 1891 | 1896 |
| ---- | ---- | ---- | ---- | ---- | ---- | ---- | ---- | ---- |
| 270  | 264  | 284  | 292  | 300  | 289  | 275  | 253  | 235  |

| 1901 | 1906 | 1911 | 1921 | 1926 | 1931 | 1936 | 1946 | 1954 |
| ---- | ---- | ---- | ---- | ---- | ---- | ---- | ---- | ---- |
| 257  | 237  | 249  | 250  | 239  | 216  | 217  | 201  | 223  |

| 1962 | 1968 | 1975 | 1982  | 1990  | 1999  | 2006  | 2007  | 2012  |
| ---- | ---- | ---- | ----- | ----- | ----- | ----- | ----- | ----- |
| 279  | 449  | 783  | 1 002 | 1 211 | 1 348 | 1 512 | 1 536 | 1 762 |

| 2017  | 2022  | - | - | - | - | - | - | - |
| ----- | ----- | - | - | - | - | - | - | - |
| 2 062 | 2 676 | - | - | - | - | - | - | - |

## Économie
La commune accueille, en son entrée sud par la RD 1005, un centre commercial comprenant un hypermarché Carrefour, avec en vis-à-vis  une zone commerciale comportant plusieurs enseignes dont McDonald's.

## Lieux et monuments
- Église Notre-Dame-de-la-Route-Blanche de Ségny, construite de 1949 à 1952 par l'architecte Pierre Pinsard[27]
- Statue de Notre-Dame de la Route Blanche, sculptée en 1948 par Joseph Belloni et bénite en 1949[27]